# 對蹠點

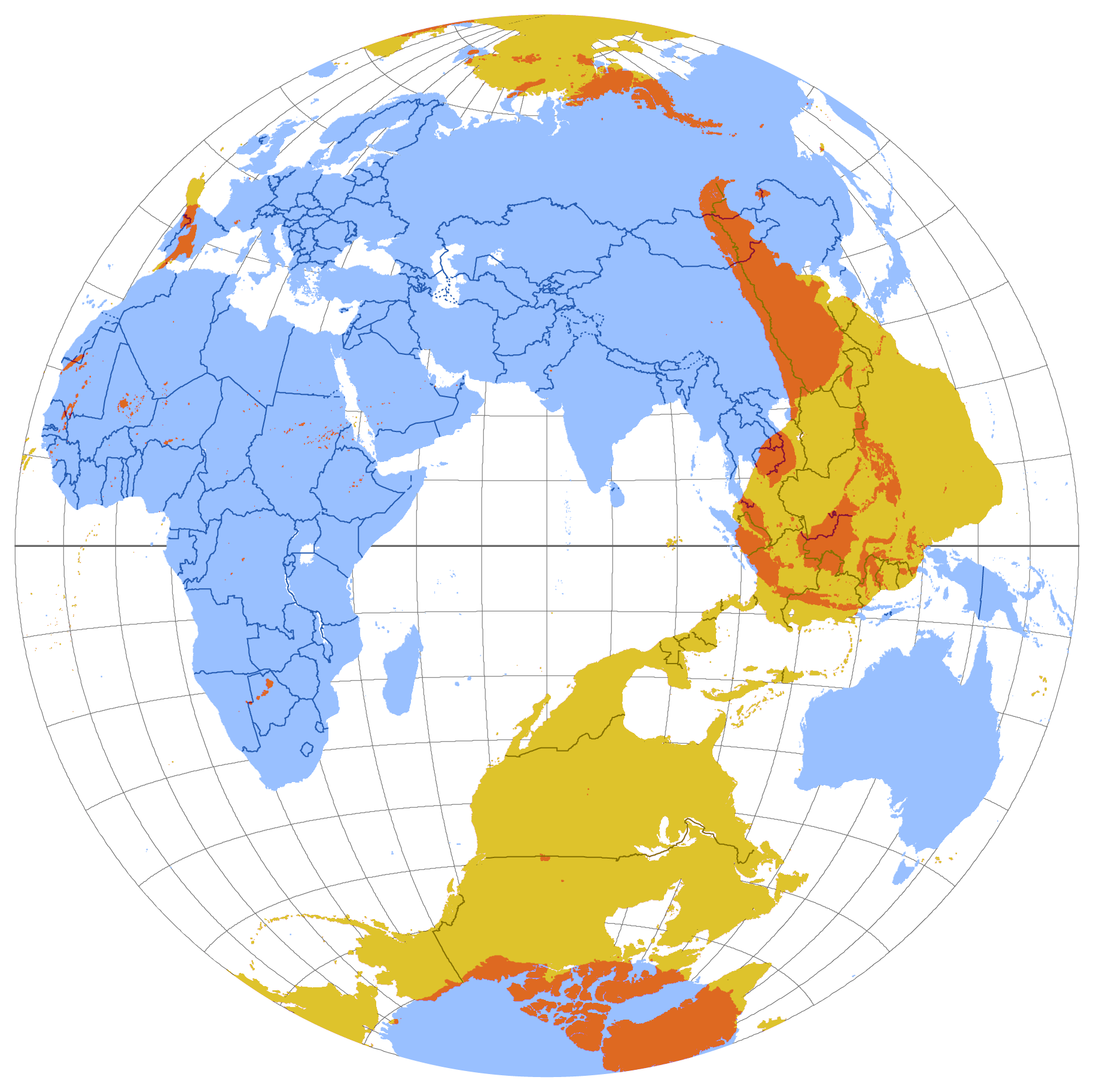
这张地图展示了地球表面任何一点的对蹠点，其中蓝色和黄色交叠的部分是陆地对蹠点，但大部分陆地的对蹠点在海洋中。这张地图使用了朗伯等积方位投影。

對蹠點或稱對蹠地，為地理學與幾何學上的名詞。球面上任一點與球心的連線會交球面於另一點，亦即位於球體直徑兩端的點，這兩點互為對蹠點。也就是說，從地球上的某一地點向地心出發，穿過地心後所抵達的另一端，就是該地點的對蹠點。因此，對蹠點也可稱為地球的相對極，在其他学科中，亦称对极、相对极、反向点、对映体，表“正相反之物”。

## 概要
因為人站在球面上均是頭朝天、腳踩地，如果兩個人站在地球直徑的兩端，兩人的腳底恰好彼此相對，所以對蹠點的英文是由與兩字所組成，前者有相對、反向的意思，後者則代表腳的意思，從字義上來看便是「腳與腳相對」之意。某位置的對蹠點是該位置在地球上距離最遠的地方，例如對西班牙城市加的斯來說，紐西蘭奧克蘭市可以算是距離最遠的城市。
尋找對蹠點的方式有很多種，通常是由經緯度來推算（經度減180度，緯度南北互換），而最簡單的方法，便是將一張世界地圖沿經度線對摺並撕開成兩半後，將其中一半相對於另一半旋轉180度後，彼此重疊的兩個點就是對蹠點。例如以香港为例子，香港城市的位置為北緯22.3度，東經114.2度。那麼，它的對蹠點則為南緯22.3度，西經65.8度，位於阿根廷胡胡伊省北部。
由於對蹠點分別位於地球的兩端，其最大的特徵就是彼此的寒暑與晝夜剛好相反；此外，就電磁波通信而言，對蹠點之間的傳遞效果通常都較其週邊地區好，這就是所謂的「對蹠點效應（antipode effect）」。
由於地球的圓周為39,941公里至40,075公里（視乎以子午線或赤道圓周計算），因此地球上所有的對蹠點之間在地球表面的直線距離為19,971公里至20,038公里之間，穿過地心的直線距離則為12,720公里至12,756公里之間。
英國格林威治的對蹠點，非常接近紐西蘭的安蒂波德斯群島，這也是該群島名稱—的由來。

## 例子

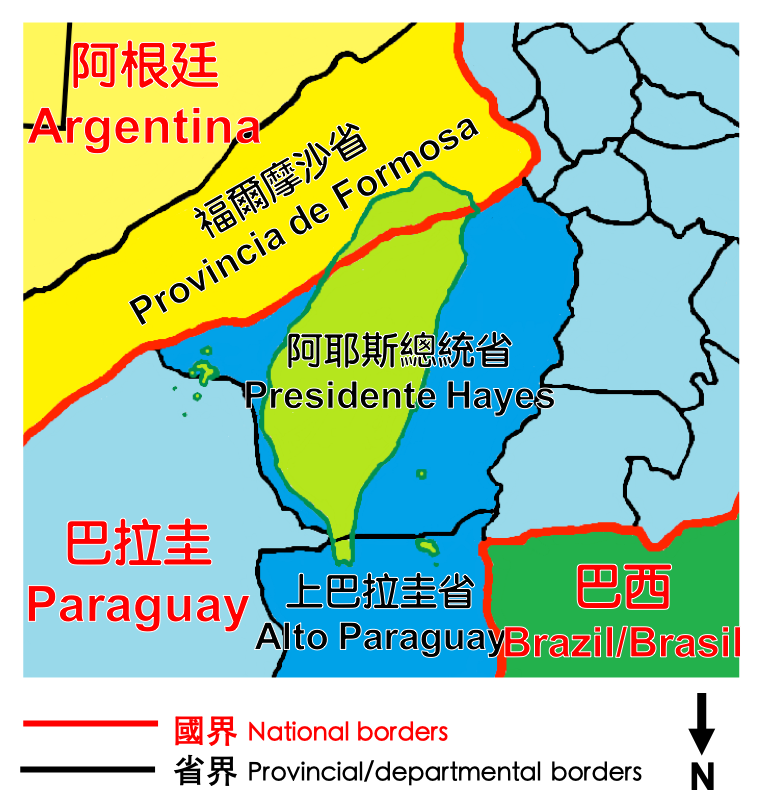
臺灣的對蹠點區域示意。

因為地球表面有超過70%是海洋，所以在世界上很少有兩個城市剛好為相對應的對蹠點。
- 臺灣大多數區域的對蹠點位於巴拉圭國境內，特別是位於阿耶斯總統省，而臺灣西北區域之對蹠點則為阿根廷的福爾摩沙省，在巴拉圭首都亞松森市附近。東沙島、太平島的對蹠點位於玻利維亞境內。
- 北京的對蹠點是阿根廷内乌肯省的科內薩將軍鎮。[2]
- 上海的對蹠點為烏拉圭的薩爾托（阿根廷的布宜諾斯艾利斯则更接近青岛的對蹠點）
- 香港的對蹠點是阿根廷的聖薩爾瓦多-德胡胡伊
- 柬埔寨暹粒的對蹠點是秘鲁的皮斯科
- 紐西蘭基督城的對蹠點是西班牙的拉科魯尼亞

## 航班
現時世上航程最遠的商業定期航班為新加坡航空的 SQ23/SQ24，由空中巴士 A350-900ULR （該機型不停站最遠飛行距離為 18,000 公里）飛行的新加坡至紐約航線，距離 15,349 公里，約為對蹠點距離的80%。
而由 2020 年開始服役的空中巴士A350 的變體 ACJ350，最遠飛行距離為 20,550 公里，足以不停站來往所有對蹠點。

## 外部連結
- 3D dual globe （页面存档备份，存于） 3D 地球及地球對蹠點地圖
- Earth Sandwich Map 地球轉換點(對蹠點)地圖
- Antipodes map （页面存档备份，存于） 對蹠點地圖
- Antipodes map 互動對蹠點地圖
- Map Tunneling Tool （页面存档备份，存于） 地球另一半的隧道
- Calculate the other side of the world （页面存档备份，存于） 計算地球的另一半